# Andrew Jordan
Andrew Jordan, född den 24 maj 1989 i Sutton Coldfield, England, Storbritannien, är en brittisk racerförare, son till den kände racingföraren Mike Jordan.

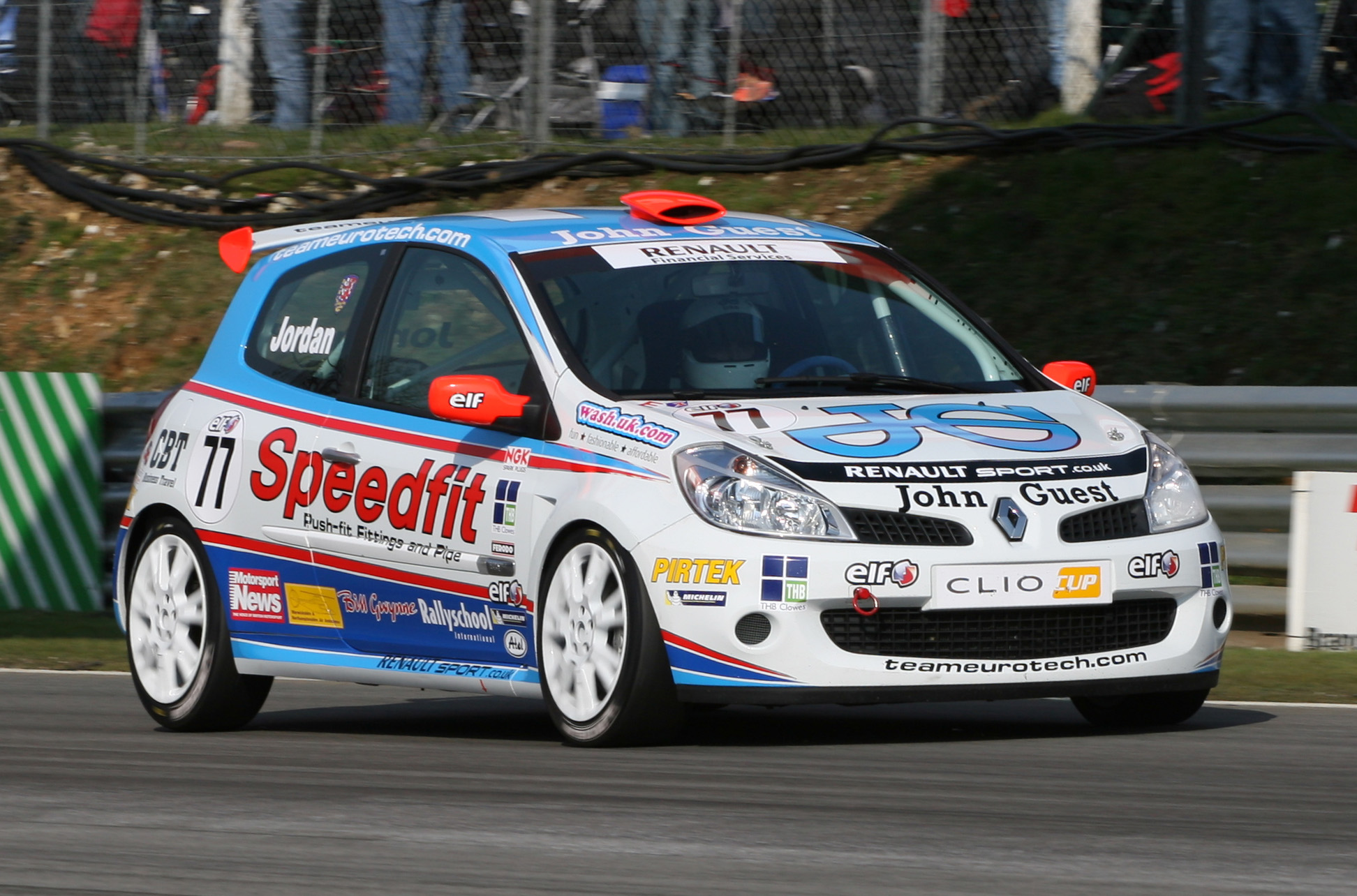
Andrew Jordan i en Renault Clio (2007).

## Racingkarriär
Jordans bakgrund är inom rallycrossen, där han 2007 blev den yngste föraren någonsin att sluta på pallen i det sammanlagda brittiska mästerskapet, och han fick efter ett antal tävlingar på bana i en Renault Clio chansen i BTCC i fadern Mikes team Eurotech säsongen 2008. Andrew körde i regel ifrån sin far oftare än motsatsen, och fick Mike att avsluta sin karriär för att driva stallet på heltid med Andrew som förare i en Vauxhall Vectra för säsongen 2009. Jordan imponerade dock så mycket på fabristeamet VX Racing att de gav honom ett fabrikskontrakt för 2009, vilket offentliggjordes på Autosport International Racecar Show i januari 2009.